# Ken McMullen
Ken McMullen   (Manchester, 31 d'agost de 1948) és un director de cinema, artista i, des del 2012, professor d'Aniversari d'Estudis Cinematogràfics a la Universitat de Kingston, Londres. Les pel·lícules de McMullen es basen en la filosofia, la història, la psicoanàlisi i la literatura. L'exposició de McMullen Signatures of the Invisible va reunir artistes i científics que treballen al CERN, la instal·lació europea de física de partícules prop de Ginebra. El seu altre treball inclou filmar converses amb físics al Stanford Linear Accelerator Center, que descriu com "fer un diari de la transició a la cultura humana" perquè creu que la física està arribant a un altre punt de canvi. El seu darrer treball Arrows of Time és una nova forma de cinema radical que consta de 40 elements intercanviables que tracten sobre la literatura, la filosofia i la física contemporània, estrenada al Museu d'Art Modern de San Francisco a San Francisco l'abril de 2007.
A finals de la dècada de 1990 i principis de la dècada de 2000, McMullen també va impartir conferències i va prendre grups de tutors i el que aleshores era 'The London College of Printing and Distributive Trades' - ara el London College of Communication. Adscrit al departament d'estudis de cinema i televisió a les instal·lacions de Back Hill de la universitat, McMullen era popular entre els estudiants.

## Filmografia selecta
- Hamlet Within (2022)
- Moments with Mujica (2021)
- The Ghost Within, film (2020)
- OXI: An Act of Resistance (2014)
- An Organization of Dreams (2009)
- Arrows of Time (2007)
- Art, Poetry and Particle Physics (2004)
- Pioneers in Art and Science: Metzger (2004)
- Lumin de Lumine (2001)
- Seven Sighs (1995)
- Lucky Man (1994), Documentary.
- There We Are, John (1993)
- 1867 (1990)
- 1871 (1990): una pel·lícula d'època sobre l'ascens i la caiguda de la Comuna de París el 1871. Projectada a la secció Un Certain Regard al 43è Festival Internacional de Cinema de Canes.[2]
- Partition (1987): ambientada en l'agitació que envolta la transferència de poder polític a l'Índia britànica del Regne Unit i la partició del subcontinent en el domini del Pakistan i la República de l'Índia el 1947.
- Zina (1985): comparable a una Antígona del segle xx, la filla titular de Leon Trotsky parla dels records de la seva vida i del seu pare amb el psicoterapeuta berlinès Professor Kronfeld.
- Being and Doing (1984)
- Ghost Dance (1983): un viatge a les creences i mites que envolten l'existència dels fantasmes i la naturalesa del cinema.[3]
- Patrick Hughes (1980)
- Patrick Heron (1979)
- Resistance (1976)
- Lovelies and Dowdies (1974)
- Joseph Beuys at the Tate and Whitechapel (1972)